# マリカ・ウフキル

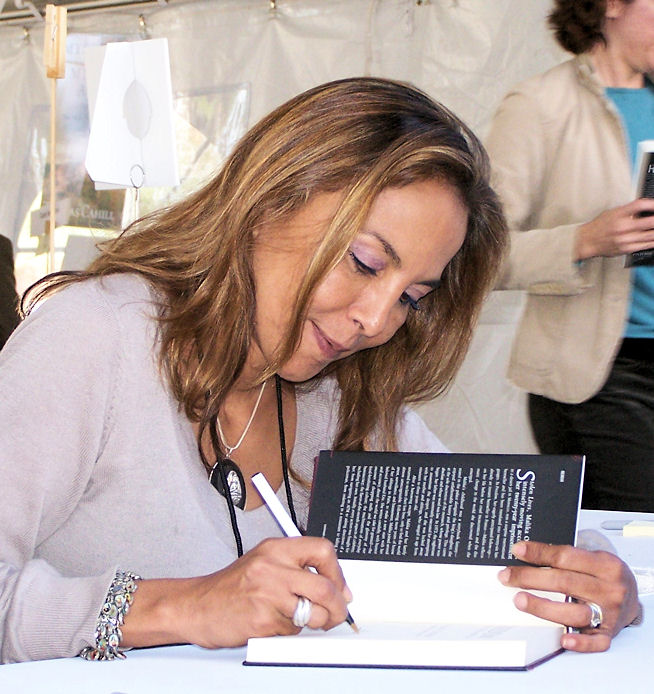
マリカ・ウフキル(2006年)

マリカ・ウフキル（Malika Oufkir、Malika Ufqir, 1953年4月2日 - ）は、かつて長期にわたり過酷な監禁生活を送ったことで知られるモロッコの人物である。

## 略歴
5歳の頃、モロッコ国王ムハンマド5世の娘であるアミーナ王女の遊び相手として養女に迎えられた。マリカ・ウフキルの父親であるムハンマド・ウフキル（en:Mohamed Oufkir）将軍は内相、国防相を歴任し、ハサン2世の厚い信頼を得ていた。しかし、1972年にハサン2世が搭乗するボーイング727の撃墜未遂事件が発生、事件の首謀者であったウフキル将軍は処刑された。
事件の数ヵ月後、マリカ・ウフキルとその家族は1973年から1977年まで、モロッコの南にある廃墟に軟禁された。1977年にサハラ砂漠の監獄に移され、さらに過酷な監禁生活を送ることになった。1987年、マリカを含む数人が脱獄を決行し、監禁生活の事実が全世界に知られることになった。その後4年間はモロッコの監視下に置かれたが、1991年に晴れて自由の身となり、マリカと家族の多くはフランスに移住した。現在はフランス人と結婚し、アメリカに在住している。
1999年に自らの体験を綴った「La Prisonnière」を出版し、ベストセラーとなった。他言語にも翻訳され、日本では「砂漠の囚われ人マリカ」として出版された。

## 著作
- 砂漠の囚われ人マリカ (La Prisonnière) - 構成：ミシェル・フィトゥーシ

香川由利子訳、早川書房、2000年。ISBN 4152083018
- L'étrangère